# برينرد جونز
برينرد جونز (بالإنجليزية: Brainerd Jones)‏ هو مهندس معماري أمريكي، ولد في 1865، وتوفي في 1949.